# Johannes Vetter
Johannes Vetter (né le 26 mars 1993 à Dresde) est un athlète allemand, spécialiste du lancer du javelot, champion du monde en 2017 à Londres.

## Biographie
Johannes Vetter participe à sa première compétition internationale lors des championnats d'Europe juniors de Tallinn, en 2011, où il termine 12e et dernier de la finale.
En 2015, il termine 4e des championnats d'Europe espoirs de Tallinn avec un jet à 79,78 m. Ayant porté son record à 85,40 m plus tôt dans la saison à Iéna, il est sélectionné pour les championnats du monde de Pékin, en août, où il parvient à se qualifier pour la finale (80,86 m), à laquelle il termine à la 7e place avec 83,79 m. Le 5 octobre, il remporte la médaille de bronze des Jeux mondiaux militaires de Mungyeong avec 77,37 m, devancé par le Finlandais Ari Mannio (79,78 m) et le Brésilien Júlio César de Oliveira (78,62 m).
Le 9 juin 2016, lors des Bislett Games d'Oslo, étape de la Ligue de diamant, il porte son record à 87,11 m. 4e des championnats d'Allemagne à Cassel (81,39 m), il se ressaisit une semaine plus tard à Kuortane en battant à nouveau son record avec 88,23 m. Cette performance lui offre la sélection aux championnats d'Europe d'Amsterdam, auxquels il ne passe pas le stade des qualifications le 6 juillet, avec 79,98 m. Néanmoins, il représente l'Allemagne aux Jeux olympiques de Rio. Auteur de 85,96 m en qualifications aux Jeux, le 17 août, il se qualifie pour la finale mais y échoue au pied du podium avec un jet à 85,32 m, battu pour la médaille par son compatriote Thomas Röhler (90,30 m), le Kenyan Julius Yego (88,24 m) et le Trinidadien Keshorn Walcott (85,38 m). Après les Jeux, le 3 septembre, lors de l'ISTAF Berlin, Johannes Vetter porte son record à 89,57 m.

### Saison 2017: champion du monde à Londres
En 2017, Johannes Vetter ouvre sa saison par sa compétition test d'Offenbourg où il lance 84,36 m. Le 5 mai 2017, lors de la Doha Diamond League, il améliore cette  marque à 89,68 m, toutefois battu par son compatriote champion olympique Thomas Röhler, qui bat le record d'Allemagne avec 93,90 m. Le 11 juillet 2017, à Lucerne lors du Spitzen Leichtathletik Luzern, il bat le record d’Allemagne avec un jet à 94,44 m, devenant le deuxième lanceur de l’histoire récente du lancer du javelot derrière le Tchèque Jan Železný.
Le 10 août 2017, en qualifications des Championnats du monde de Londres, Vetter se qualifie en réalisant un jet à 91,20 m. C'est le plus long jet de l'histoire réalisé lors des qualifications, et cette performance aurait permis de remporter l'or dans tous les Mondiaux entre 2001 et 2013. Deux jours plus tard, en grand favori, Vetter est sacré champion du monde avec un jet à 89,89 m, battant sur le podium les Tchèques Jakub Vadlejch (89,73 m) et Petr Frydrych (88,32 m).
Le 14 octobre 2017, il reçoit le trophée de l'athlète européen de l'année.

### Saison 2018: 92,70 m en mars et blessure
Johannes Vetter commence la saison 2018 le 3 février, à son lieu d'entraînement à Offenbourg, pour une compétition test : il lance 84,08 m, une bonne performance pour un mois de février. Le 27 février, alors qu'il est en stage à Potchefstroom en Afrique du Sud, il lance lors d'une petite compétition à 91,22 m, le jet le plus long jamais enregistré à ce stade de l'année, et améliorant évidemment sa propre meilleure performance mondiale de l'année. Le 11 mars, lors de la coupe d'Europe hivernale des lancers de Leiria, il récidive en améliorant de plus de 7 mètres le record des championnats, lançant cette fois-ci à 92,70 m. Troisième meilleur jet de sa carrière, il s'agit-là de la douzième meilleure performance de l'histoire, et du second jet le plus long enregistré pour un mois de mars, derrière les 94,02 m de Jan Železný le 26 mars 1997.
Blessé à la cuisse, Johannes Vetter ne peut réellement défendre ses chances aux championnats d'Europe 2018 de Berlin : il termine 5e de la finale avec un jet à 83,27 m, à plus de deux mètres de la médaille de bronze.

### Saison 2019: médaille de bronze à Doha

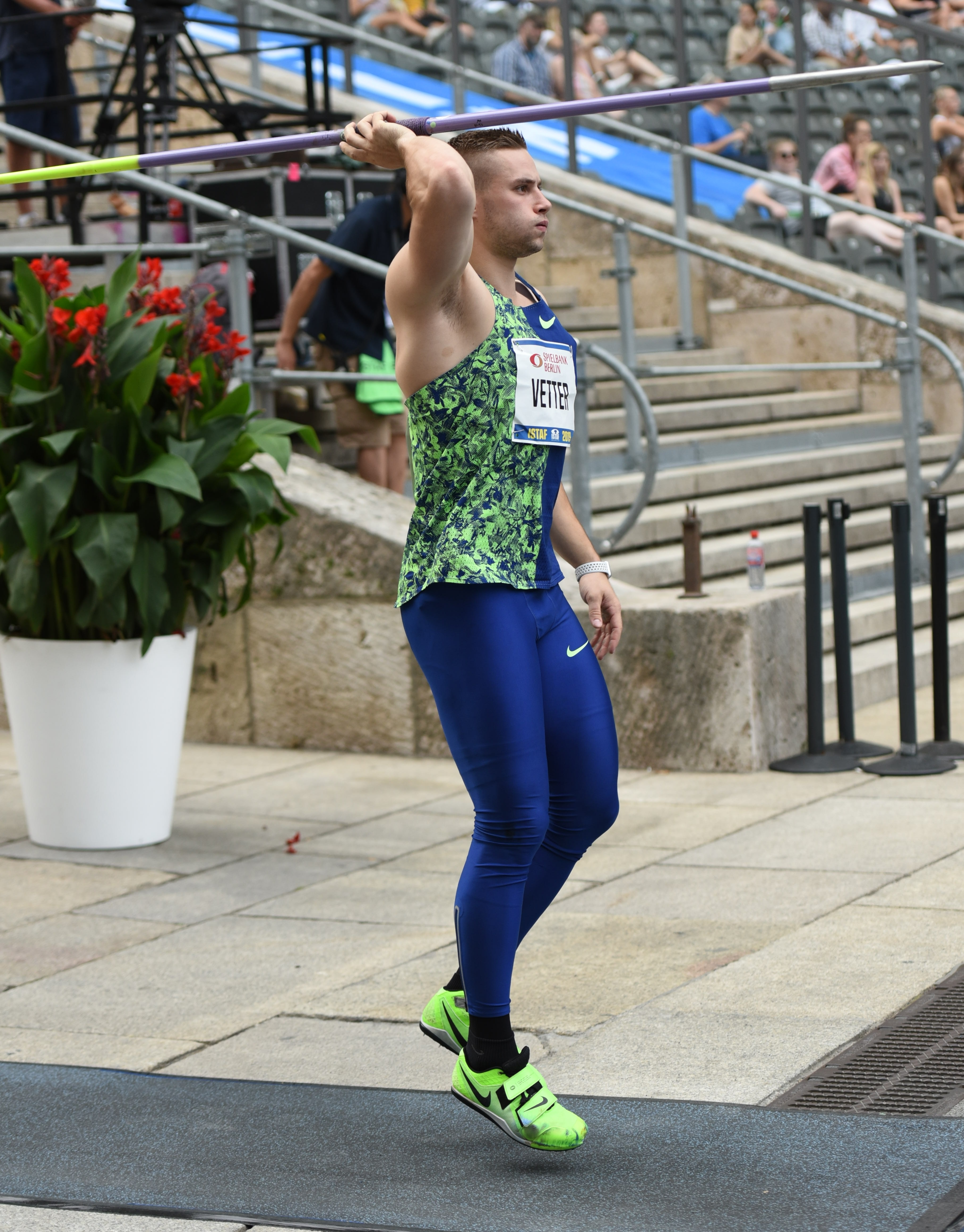
Vetter, 2019

Le 10 septembre 2019, lors du Match Europe - États-Unis à Minsk, il relance à plus de 90 mètres en s'imposant avec 90,03 m. Aux championnats du monde de Doha le 6 octobre, il perd son titre mondial mais décroche tout de même la médaille de bronze avec un lancer à 85,37 m, derrière l'Estonien Magnus Kirt et le Grenadien Anderson Peters.

### Saison 2020: deuxième meilleure performance de tous les temps
En août 2020, Johannes Vetter lance sa saison en remportant facilement le concours de Kuortane en Finlande (86,94 m) puis les championnats d'Allemagne à Braunschweig (87,36 m). Le 11 août, il bat la meilleure performance mondiale de l'année détenue par l'Indien Neeraj Chopra (87,86 m) en lançant son javelot à 91,49 m, son meilleur jet depuis 2018. Le 6 septembre, il signe à Chorzów le deuxième meilleur lancer de javelot de l'histoire avec 97,76 m en stade fermé, derrière les 98,48 m réalisé sur un site plein air du Tchèque Jan Železný en 1996. Il bat ainsi son ancien record d'Allemagne (94,44 m) de plus de trois mètres. Son deuxième jet du concours (94,84 m) est également supérieur à cet ancien record.

### Saison 2021
En 2021, Vetter continue dans la lancée de sa saison précédente en multipliant les performances de haut vol, généralement au-delà de la barrière des 90 m, comme à Offenbourg (91,50 m) et à Split (91,12 m). Le 19 mai, il frappe un grand coup au meeting d'Ostrava en signant la septième meilleure performance de l'histoire avec un jet à 94,20 m, loin devant ses concurrents : son plus proche adversaire, le champion du monde en titre Anderson Peters, est ainsi à plus de dix mètres de l'Allemand. Il confirme à Dessau deux jours plus tard, en réalisant 93,20 m à son troisième essai, puis réussit la troisième performance de tous les temps avec 96,29 m lors des championnats d'Europe par équipes à Chorzów. Blessé à l'adducteur à l'issue de ces championnats, il reprend la compétition à l'occasion du Metting de Kuortane en Finlande en réalisant son sixième concours de la saison à plus de 90 m (93,59 m). 

## Palmarès
| Date | Compétition                          | Lieu             | Résultat | Marque  |
| ---- | ------------------------------------ | ---------------- | -------- | ------- |
| 2011 | Championnats d'Europe juniors        | Tallinn          | 12e      | 65,87 m |
| 2014 | Coupe d'Europe hivernale des lancers | Leiria           | 5e       | 71,31 m |
| 2015 | Championnats d'Europe par équipes    | Tcheboksary      | 2e       | 78,97 m |
| 2015 | Championnats d'Europe espoirs        | Tallinn          | 4e       | 79,78 m |
| 2015 | Championnats du monde                | Pékin            | 7e       | 83,79 m |
| 2015 | Jeux mondiaux militaires             | Mungyeong        | 3e       | 77,37 m |
| 2016 | Jeux olympiques                      | Rio de Janeiro   | 4e       | 85,32 m |
| 2017 | Championnats du monde                | Londres          | 1er      | 89,89 m |
| 2018 | Coupe d'Europe hivernale des lancers | Leiria           | 1er      | 92,70 m |
| 2018 | Championnats d'Europe                | Berlin           | 5e       | 83,27 m |
| 2019 | Ligue de diamant                     | Ligue de diamant | 5e       | 84,46 m |
| 2019 | Championnats du monde                | Doha             | 3e       | 85,37 m |
| 2021 | Coupe d'Europe des lancers           | Split            | 1er      | 91,12 m |
| 2021 | Ligue de diamant                     | Ligue de diamant | 1er      | Javelot |

## Records

### Records personnels
| Épreuve           | Marque       | Lieu    | Date             |
| ----------------- | ------------ | ------- | ---------------- |
| Lancer du javelot | 97,76 m (NR) | Chorzów | 6 septembre 2020 |

### Meilleures performances par année
| Année | Marque  | Lieu         | Date             | Rang |
| ----- | ------- | ------------ | ---------------- | ---- |
| 2010  | 51,77 m | Nabeul       | 10 avril 2010    | —    |
| 2011  | 71,60 m | Tallinn      | 21 juillet 2011  | 269  |
| 2012  | 61,39 m | Dresde       | 10 juin 2012     | 1213 |
| 2013  | 76,58 m | Potsdam      | 8 juin 2013      | 104  |
| 2014  | 79,75 m | Haldensleben | 21 juin 2014     | 55   |
| 2015  | 85,40 m | Iéna         | 31 mai 2015      | 13   |
| 2016  | 89,57 m | Berlin       | 3 septembre 2016 | 2    |
| 2017  | 94,44 m | Lucerne      | 11 juillet 2017  | 1    |
| 2018  | 92,90 m | Leiria       | 11 mars 2018     | 1    |
| 2020  | 97,76 m | Chorzów      | 6 septembre 2020 | 1    |
| 2021  | 96,29 m | Chorzów      | 29 mai 2021      | 1    |